# Dynamisk positionering

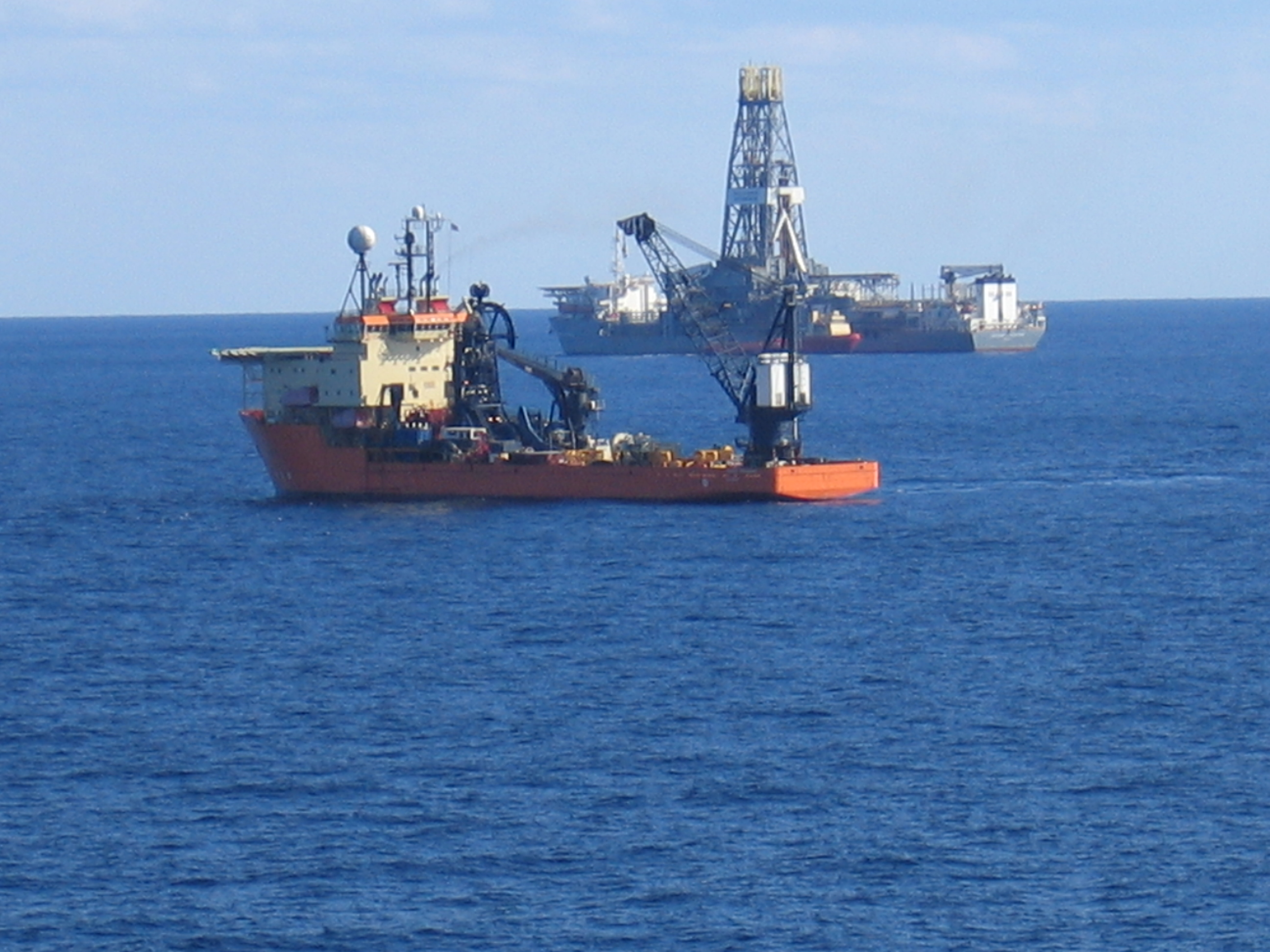
Offshorefartyget Toisa Perseus och, i bakgrunden, borrfartyget Discoverer Enterprise. Båda är utrustade med dynamisk positionering.

Dynamisk positionering, förkortat DP, är ett datorkontrollerat system som används för att automatiskt hålla ett fartygs eller flytande plattforms position och kurs konstant enbart genom att använda propellrar. På så vis kan fartyget eller plattformen hållas på plats utan att ankare eller andra fasta förtöjningar används. Exempel på plattformar som använder dynamisk positionering är oljeplattformar, offshorefartyg, kabelläggningsfartyg och muddringsfartyg.

## Historia
Dynamisk positionering utvecklades som en följd av det snabbt ökande kravet på olje- och gasutvinning under 1960- och 1970-talen. Det första fartyget som utrustades med regelrätt DP var Eureka från 1961. Detta använde sig av en så kallad "Taut wire" som sänktes ned till botten, vars vinkel avmättes vartefter fartygets propellrar arbetade för att hålla vinkeln, och därmed positionen, konstant.
Under 1980-talet integrerades GPS i navigeringen vilket gav möjlighet att använda dynamisk positionering med satelliter i stället för havsbotten som referens. Till en början användes detta främst för att hålla exakt position men utvecklades sedermera till att man även kunde förflytta fartyg med hög precision.

## Funktion
Det finns tre huvudsakliga krafter som orsakar att fartyg förflyttas från sin position, dessa är vind, vågor och strömmar. Dessutom finns för olika fartygstyper ytterligare påverkan, exempelvis spänningen från röret hos rörläggningsfartyg. Dynamisk positionering håller fartyget i ett bestämt läge genom att justera positionen efter positions-, kurs- och omgivningsreferenser.

### Kursreferens
För att kompensera för att fartyget "vrids" i vattnet och ändrar sin kurs är det nödvändigt att använda sig av en kursreferens. Denna erhålls ifrån minst en gyrokompass, i redundanta system används två eller tre gyrokompasser.

### Omgivningsreferens
Omgivningsreferenser används, som namnet antyder, för att ta reda på hur fartyget påverkas av omgivningen. Detta innefattar vindstyrka och vindriktning, fartygets rörelser i vågor etcetera. Vinden är viktig att beakta då snabba förändringar i styrkan eller riktningen snabbt kan ändra fartygets position. Därför är vindmätare kopplade till DP-systemet. Fartygets rörelser i vågor avläses från givare i fartyget vars position anges i förhållande till fartygets tyngdpunkt. Dessa rörelser kompenseras inte för av DP-systemet, men matas ändå in för att systemet skall kunna kompensera för övriga givares förflyttningar till följd av rörelserna.

### Positionsreferens
Precis, tillförlitlig och oavbruten positionsangivelse är fundamental för dynamisk positionering. Vissa DP-operationer kräver bättre än tre meters noggrannhet. Ett DP-system erhåller signaler från givare med en sekunds mellanrum för att åstadkomma hög precision. Följande olika metoder för att erhålla positionsangivelser
- Hydroakustik: Hydroakustiska system använder sig av en eller flera transpondrar placerade på havsbotten och en elektrisk omvandlare som sitter på fartygets skrov. Omvandlaren sänder en akustisk signal till transpondrarna, vilka då svarar med en akustisk signal som uppfattas av hydrofoner i fartyget. Då ljudets hastighet genom vattnet är känt kan man därefter beräkna fartygets position i förhållande till transpondrarna. [6] De hydroakustiska systemen kategoriseras efter längden på sträckan mellan transpondrarna (baslinjen) på havsbotten. Dessa kategorier är Ultra- or Super-Short Baseline, Short Baseline och Long Baseline. Ju längre baslinjen är desto större precision erhålls. Den lämpliga längden avgörs emellertid av avståndet till havsbotten, Long Baseline används främst vid djup på över 1 000 meter.[6]

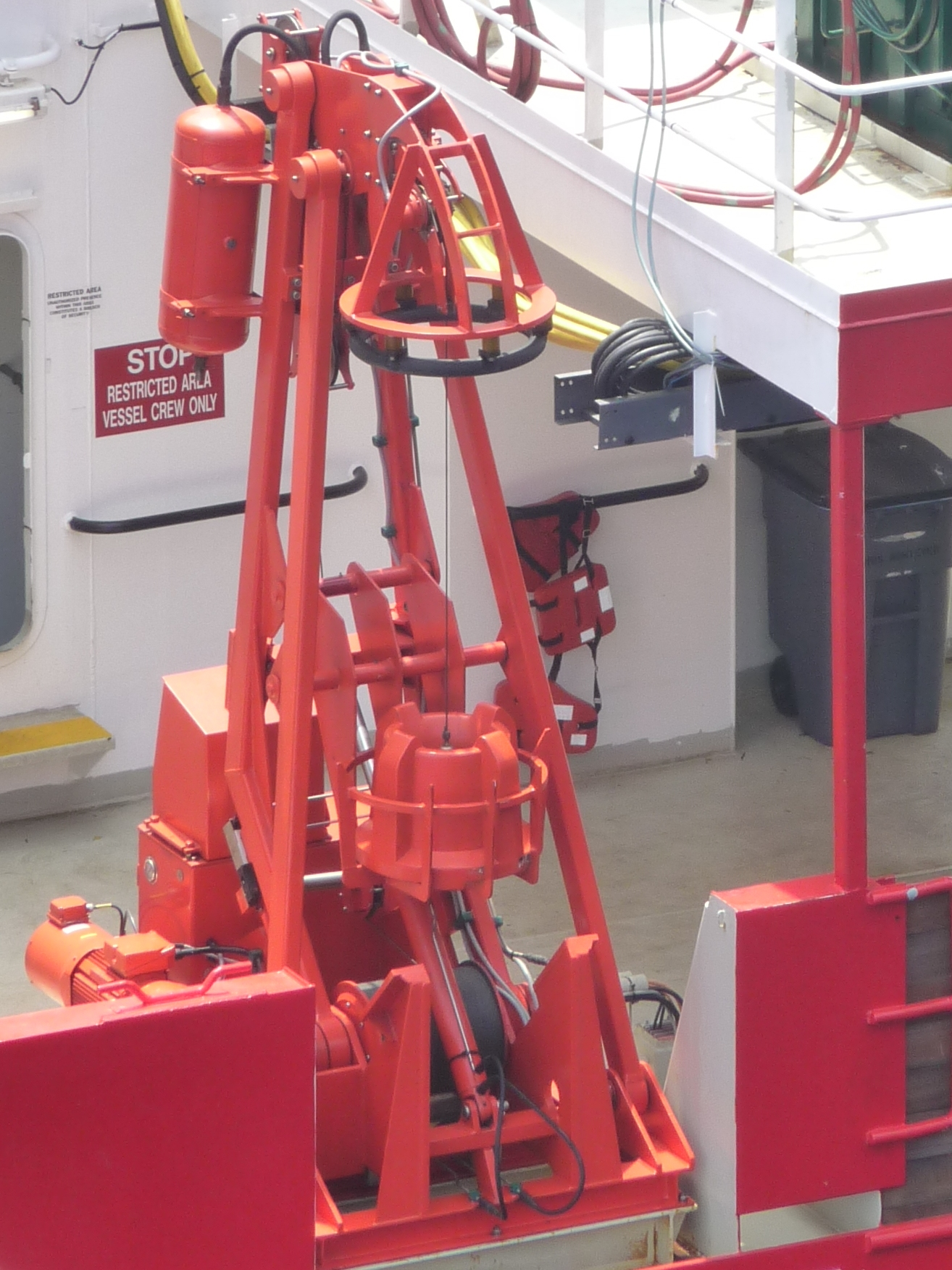
Taut Wire på fartyget HOS Achiever

- "Taut Wire": System med "Taut Wire" använder sig av en vajer som sänks ned till havsbotten. Därefter hålls vajerns sträckt av en kran, och vajerns rörelser kan därmed avläsas för att erhålla en position i förhållande till havsbotten, vilken DP-systemet arbetar för att hålla konstant. Detta system används främst då ett fartyg skall hålla en position under en lång tid, och framför allt då vattendjupet är begränsat.[6]

- GPS-system: Sedan 1980-talet har GPS använts för navigering. Detta medför att fartyg kan få exakta positionsangivelser utan att använda havsbotten som referens. Följande typer av GPS-system används:
  - Network DGPS: DGPS har blivit det främst använda systemet för dynamisk positionering. DGPS står för Differential Global Positioning System och använder sig av GPS-systemet som är utökat med ett nätverk av fasta referensstationer.[6]  Network DGPS använder sig av ett nätverk av sändare, både satelliter och fasta referensstationer, vilket ger en felmarginal på omkring 1-3 meter. Felmarginalen varierar beroende på lokala omständigheter såsom antalet satelliter och referensstationer i området.[6] DGPS kan få lägre tillförlitlighet i närheten av stora byggnader, såsom oljeplattformar, på grund av att dessa kan stå i vägen för signalerna från sändarna. Runt den magnetiska ekvatorn påverkas signalerna även av  jonosfäriska störningar, vilket minskar tillförlitligheten.[6]
  - Relativ GPS: Relativ GPS används av fartyg som skall ligga nära intill en annan platform till havs. Systemet fungerar på så vis att plattformen skickar sin GPS-angivna position till fartyget, vars DP-system därefter kan anpassa sin position i förhållande till plattformen.[6]

- Laser: Systemet med laser fungerar på så vis att lasersignaler skickas och tas emot från ett fartyg till ett annat fartyg eller plattform. På så vis kan DP-systemet hålla positionen konstant i förhållande till den andra plattformen.[6] Det maximala avståndet för vilket denna metod kan användas varierar med väderförhållanden, då systemet påverkas av den optiska sikten.

- Död räkning: Om den primära positionsangivelsen upphör använder man sig av död räkning för att hålla sig på plats till dess att positionsangivelse åter erhålls. Död räkning innebär att man läser hur lång tid, med vilken fart, och hur for man förflyttat sig sedan den senaste kända positionen, för att därefter kunna räkna ut sin nuvarande position. Då denna metod ger en mycket oexakt angivelse ökar risken för felpositionering med tiden som gått från den senaste exakta positionsangivelsen.[4]

## Jämförelse med övriga metoder
| Jämförelse mellan olika metoder att hålla positionen konstant | Jämförelse mellan olika metoder att hålla positionen konstant | Jämförelse mellan olika metoder att hålla positionen konstant |
| Bottenfast anläggning | Ankring | Dynamisk positionering |
| --- | --- | --- |
| Fördelar: - Inga komplexa system med propellrar, extra generatorer och kontrollsystem. - Ingen risk att hamna ur position till följd av systemfel eller strömavbrott. - Ingen undervattensfara från propellrar. | Fördelar: - Inga komplexa system med propellrar, extra generatorer och kontrollsystem. - Ingen risk att hamna ur position till följd av systemfel eller strömavbrott. - Ingen undervattensfara från propellrar. | Fördelar: - God manövreringsförmåga, enkelt att ändra position. - Inga ankarhanterarfartyg är nödvändiga. - Oberoende av vattendjup. - Snabb utplacering. - Ej begränsad av hinder på havsbotten.                                                                                          |
| Nackdelar: - Ingen manöverförmåga efter utplacering. - Begränsad till vattendjup av max ca 150 meter. | Nackdelar: - Begränsad manöverförmåga efter ankring. - Kräver ankarhanteringsfartyg för positionering. - Mindre passande för mycket stora vattendjup. - Begränsas av hinder på havsbotten (såsom rör och berg). | Nackdelar: - Komplicerat system med propellrar, extra generatorer och kontrollsystem. - Hög installationskostnad - Höga bränslekostnader. - Risk att hamna ur position vid systemfel eller strömavbrott. - Undervattensfara för dykare och undervattensfarkoster. - Stort underhållsbehov. |

- Wikimedia Commons har media som rör Dynamisk positionering.